# Saint-Julien-d'Intres
Saint-Julien-d'Intres is een gemeente in het Franse departement Ardèche (regio Auvergne-Rhône-Alpes). De plaats maakt deel uit van het arrondissement Tournon-sur-Rhône. Saint-Julien-d'Intres is op 1 januari 2019 ontstaan door de fusie van de gemeenten Intres en Saint-Julien-Boutières. 

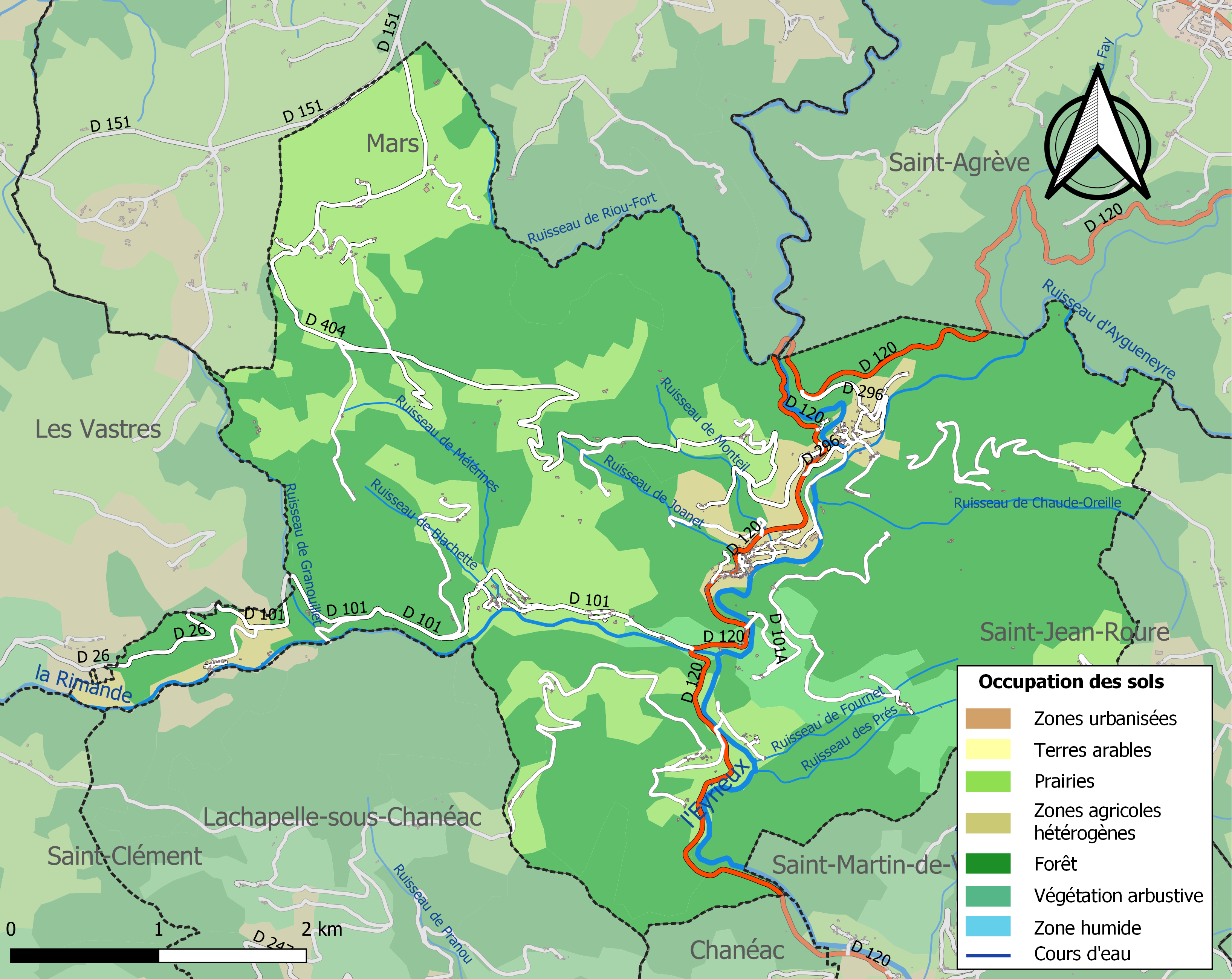
Kaart van de gemeente met belangrijkste infrastructuur, bodemgebruik en omliggende gemeenten

1. ↑  Populations de référence 2022.